# Албрехт II (Брауншвайг-Волфенбютел-Гьотинген)
Вижте пояснителната страница за други личности с името Албрехт II.
Албрехт II Мазния (на немски: Albrecht II der Fette, der Feiste; на латински: pinguis, * 1268, † 22 септември 1318) е херцог на Брауншвайг-Люнебург и княз на Княжество Брауншвайг-Волфенбютел и Княжество Гьотинген от 1268 до 1318 г.

## Живот
Албрехт II произлиза от род Велфи. Той е син на Албрехт I Велики († 15 август 1279), основател на Стария Дом Брауншвайг и херцог на Херцогство Брауншвайг-Люнебург и първият регент на новообразуваното Княжество Брауншвайг-Волфенбютел, и втората му съпруга Аделаида Монфератска († 1285), дъщеря на Бонифаций II маркграф от Монферат († 1253/55) и на Маргарета от Савоя.
След смъртта на баща му през 1279 г. той и братята му Хайнрих I и Вилхелм I са под регентството на майка му и чичо му Конрад I, епископ на Ферден (1269 – 1300), брат на баща му. Брат му Хайнрих I (1267 – 1322) скоро поема управлението за себе си и братята му. През 1286 г. наследството се разделя. Албрехт II получава Гьотинген и Хановер. Неговата резиденция е в замък Бург Болруц (също Балерхус) в Гьотинген. През 1292 г. умира брат му Вилхелм I (1270 – 1292) и Албрехт получава Брауншвайг-Волфенбютел след конфликти с брат му Хайнрих I.
Албрехт е погребан в Брауншвайгската катедрала. След смъртта на Албрехт неговите синове Ото, Ернст и Магнус I управляват заедно. След смъртта на бездетния Ото през 1344 г. братята Ернст и Магнус си разделят територията: Ернст управлява Обервалд с Гьотинген, Магнус – Брауншвайг-Волфенбютел.

## Деца
Албрехт се жени на 10 януари 1284 г. за Рикса фон Верле († 26 ноември 1317), дъщеря на Хайнрих I и внучка на Биргер Ярл, основателят на Стокхолм. Те имат децата:
- Аделхайд (1290 – 1311), омъжена за Йохан фон Хесен († 1311)
- Ото (* 24 юни 1292, † 30 август 1344), княз на Княжество Брауншвайг-Волфенбютел и Княжество Гьотинген
- Матилда (* 1293, † 1 юни 1356), омъжена за Хайнрих V фон Хонщайн-Зондерсхаузен (1290 – 1356)
- Албрехт II (1294 – 1358), епископ на Халберщат от 1325 г.
- Вилхелм (1295 – 1318), рицар на Немския орден
- Хайнрих III (1297 – 1363), епископ на Хилдесхайм от 1331 г.
- Рихенза (1298 – 26 април 1317), монахиня в манастир Винхаузен
- Йохан (1300 – 1321), рицар на Немския орден
- Бруно (1303 – 31 октомври 1306)
- Магнус I (1304 – 1369), княз на Княжество Брауншвайг-Волфенбютел
- Ернст I (1305 – 1367), княз на Княжество Гьотинген
- Людер (* 1307, † 17 май 1319)
- Юдит/Юта (1309 – 1332)